# Эрих III (герцог Саксен-Лауэнбурга)
Эрих III (1330-е — 25 мая 1401, Ратцебург) — герцог Саксен-Бергедорф-Мёльна с 1370 года до своей смерти. Он должен был клириком, однако когда его старшие братья Иоганн III и Альбрехт V умерли без наследников, Эрих III унаследовал герцогство.

## Биография
Младший сын герцога Альбрехта IV Саксен-Лауэнбургского и Беаты Шверинской, дочери Гунцелина VI, графа Шверинского. 
Эрих дал своему обнищавшему брату Альбрехту V согласие продажу герршафта Мёльн городу Любек за почти 10 тысяч любекских марок 14 апреля 1359 года. Стороны договорились о выкупе обратно, однако, только герцогом или его наследниками лично, но не в качестве посредника для кого-то ещё.
В 1370 году Эрих III наследовал Альберту V в качестве герцога Саксен-Бергедорф-Мёльна, части герцогства Саксен-Лауэнбург. Имея крупный государственный долг, он заложил все незаложенные территории за чуть больше 16 тысяч любекских марок, чтобы выкупить герршафт Бергедорф, Виерланде, свою половину Саксонского леса и Гестхахт у Любека. Эрих III смог оплатить лишь пожизненную аренду.
Любек и Эрих III также договорились, что после его смерти Любек будет иметь право на заклад до тех пор, пока его наследники не погасят кредит и одновременно не выкупят Мёльн, что в общей сложности составило бы огромную на то время сумму в 26 тысяч любекских марок. В 1386 году Оттон VI, граф Текленбург-Шверина разрешил своему двоюродному брату Эриху III предъявить права на наследство их покойной тётки Рихарды Шверинской, вдовы короля Дании Вальдемара. Эрих III умер без наследника и ему наследовал его троюродный брат Эрих IV из Саксен-Ратцебург-Лауэнбургский. При Эрихе IV обе ветви герцогства снова слились, образовав воссоединённый Саксен-Лауэнбург.